# Ren Hui
Ren Hui (任慧S, Rèn HuìP; Yichun, 11 agosto 1983) è un'ex pattinatrice di velocità su ghiaccio cinese.

## Palmarès

### Olimpiadi
- Bronzo a Torino 2006 nei 500 metri.

### Mondiali
- Bronzo a Seul 2004 nei 500 metri.